# ラオス人民革命党
ラオス人民革命党（ラオスじんみんかくめいとう、ラーオ語: ພັກປະຊາຊົນປະຕິວັດລາວ）は、ラオスの政党。ラオスの憲法第3条では「ラオス人民革命党を主軸とする政治制度」と規定されており、同国唯一の政党として国家を主導する。社会主義、マルクス・レーニン主義、プロレタリア独裁を党の綱領として掲げる一方、社会主義の枠内での経済の自由・開放化をも綱領に掲げている。

## 歴史
インドシナ共産党ラオス地方委員会の党員であったカイソーン・ポムウィハーンらによってラオス人民党が結成され、1955年3月22日に結党大会が開催された。翌1956年1月、大衆組織ネーオ・ラーオ・ハックサート（ラオス愛国戦線）を組織して左派勢力を糾合し、ラオス内戦を戦う。
内戦末期の1972年2月3日から2月6日まで開催された第2回党大会において、党名を現在のラオス人民革命党に改称。ラオス人民革命党が主導するネーオ・ラーオ・ハックサートはラオス王国を打倒し、1975年12月2日、ラオス人民民主共和国を建国。ラオス人民革命党は同国唯一の政党として、ラオスを支配した。建国当初、ラオス人民革命党は急進的にラオスの社会主義化を進めていったが、その結果、経済は破綻してしまった。そのため、1986年11月13日から11月15日にかけて開催された第4回党大会において、カイソーン・ポムウィハーン書記長は社会主義の枠内での経済の自由・開放化を認める「チンタナカーン・マイ（新思考）」を提唱し、党の指導思想とした。
1989年に東ヨーロッパで起きた民主化運動、そして1991年のソビエト連邦の崩壊でラオス人民革命党も民主化の岐路に立たされたが、現在もマルクス・レーニン主義を堅持し、一党独裁制・民主集中制を敷いている。
1989年 第4期党中央委員会第8総会では以下の「6つの原則」が定められた。
その後、マルクス・レーニン主義と並び「カイソーン・ポムウィハーン思想」が提示された。

## 党勢の推移
| 選挙         | 投票                         | 獲得席数/定数 | 議席占有率   | 増減率       |
| 最高人民会議 | 最高人民会議                 | 最高人民会議  | 最高人民会議 | 最高人民会議 |
| ------------ | ---------------------------- | ------------- | ------------ | ------------ |
| 1989年       | ラオス国家建設戦線による選出 | 65/79         | 95%          | 65           |
| 国民議会     |                              |               |              |              |
| 1992年       | ラオス国家建設戦線による選出 | 85/85         | 100%         | 20           |
| 1997年       | ラオス国家建設戦線による選出 | 98/99         | 99%          | 13           |
| 2002年       | ラオス国家建設戦線による選出 | 109/109       | 100%         | 11           |
| 2006年       | ラオス国家建設戦線による選出 | 113/115       | 100%         | 4            |
| 2011年       | ラオス国家建設戦線による選出 | 128/132       | 98%          | 15           |
| 2016年       | ラオス国家建設戦線による選出 | 144/149       | 98%          | 16           |
| 2021年       | ラオス国家建設戦線による選出 | 158/164       | 97%          | 14           |

## 党幹部
2006年3月の第8回党大会で発足した第8期指導部。
- 中央委員会書記長：チュンマリー・サイニャソーン
- 中央委員会政治局
  - 政治局員：チュンマリー・サイニャソーン、サマーン・ウィニャケート、トーンシン・タムマヴォン、ブンニャン・ウォーラチット、シーサワット・ケーオブンパン、アーサーン・ラーオリー、ブアソーン・ブッパーヴァン、トーンルン・シースリット、ドゥアンチャイ・ピチット、ソムサヴァート・レンサヴァット、パーニー・ヤートートゥー（女性）
- 中央委員会書記局
  - 書記：チュンマリー・サイニャソーン、ブンニャン・ウォーラチット、アーサーン・ラーオリー、ドゥアンチャイ・ピチット、ブントーン・チットマニー、ソムバット・イヤリーフー、トーンバーン・セーンアポーン

2011年3月の第9回党大会で発足した第9期指導部。
- 中央委員会書記長：チュンマリー・サイニャソーン
- 中央委員会政治局
  - 政治局員：チュンマリー・サイニャソーン、トーンシン・タムマヴォン、ブンニャン・ウォーラチット、パーニー・ヤートートゥー（女性）、アーサーン・ラーオリー、トーンルン・シースリット、ドゥアンチャイ・ピチット、ソムサヴァート・レンサヴァット、ブントーン・チットマニー、ブンポーン・ブッタナウォン、パンカム・ヴィパワン
- 中央委員会書記局
  - 書記：チュンマリー・サイニャソーン、ブンニャン・ウォーラチット、ブントーン・チットマニー、ブンポーン・ブッタナウォン、トーンバーン・セーンアポーン、チャンシー・ポーシカム、スカン・マハーラート、セーンヌアン・サイニャラート、チュアン・ソンブンカン

2016年1月の第10回党大会で発足した第10期指導部。
- 中央委員会書記長：ブンニャン・ウォーラチット
- 中央委員会政治局
  - 政治局員：ブンニャン・ウォーラチット、トーンルン・シースリット、パーニー・ヤートートゥー（女性）、ブントーン・チットマニー、パンカム・ヴィパワン、チャンシー・ポーシカム、サイソンポーン・ポムウィハーン博士、Chansamone Chanyalath中将、Khamphanh Phommathat博士、Sinlavong Khoutphaythoune博士、ソンサイ・シーパンドン博士
- 中央委員会書記局
  - 書記：ブンニャン・ウォーラチット、ブントーン・チットマニー、パンカム・ウィパーワン、チャンシー・ポーシカム、Khamphanh Phommathat博士、セーンヌアン・サイニャラート中将、Kikeo Khaykhamphithoune博士教授、Somkeo Silavong少将、Vilay Lakhamfong少将